# Шульц (фамилия)
Шульц (нем. Schultz, Schulz, «Солтыс, староста») — одна из самых распространённых немецких фамилий.
Во многих странах присутствует в значительной пропорции по отношению к этническим антропонимам, встречается в иных транскрипция — чеш. Šulc, англ. Shultz и др.
Американиированные варианты написания: Shultis, Shultz и др..
Особенности русской фонетики позволяют не делать различия в звучании и написании обеих германоязычных форм (Schultz, Schulz) или любых транскрипций и транслитераций этой фамилии — некогда существовавшее в русском обиходе (в основном — в официальном административном документе) познаковое графическое воспроизведение первой формы (Шультц), в настоящее время практически вышло из употребления.
Энциклопедический словарь Брокгауза и Ефрона даёт такую трактовку: «Шултейс или Шульц (Schultheiß, Schulze, старинное Schuldheiß, лат. Sculdarius, Scultetus) — так назывался в Германии выборный староста сельских общин. Название происходит от того, что на шульце лежало наблюдение за раскладкой податей (Schuldheiß — лицо, указывающее, сколько кто должен платить). Прежде различали Stadtschultheiss и Dorfschultheiss; первые заменены бургомистрами (см. солтыс). Название „Шульц“ носит староста в немецких колониях на юге России».